# Kanton Brantôme
Kanton Brantôme (francouzsky Canton de Brantôme) je francouzský kanton v departementu Dordogne v regionu Akvitánie. Tvoří ho 11 obcí.

## Obce kantonu
- Agonac
- Biras
- Bourdeilles
- Brantôme
- Bussac
- Eyvirat
- Lisle
- Saint-Front-d'Alemps
- Saint-Julien-de-Bourdeilles
- Sencenac-Puy-de-Fourches
- Valeuil